# Ala Al-Othmani
Ala Al-Othmani (arabe : علاء العثماني), né le 6 juillet 1984, est un tireur sportif tunisien.

## Carrière
Ala Al-Othmani est médaillé d'or en pistolet à 10 mètres à air comprimé aux championnats d'Afrique en 2014, 2017 et 2019 au Caire. Il est également médaillé de bronze aux championnats d'Afrique 2019 en pistolet à 10 mètres à air comprimé par équipe mixte avec Olfa Charni.
Il participe aux Jeux olympiques de 2020 à Tokyo.
Il est médaillé de bronze en pistolet à 10 mètres à air comprimé par équipe mixte avec Olfa Charni aux championnats d'Afrique 2022 à Béni Khalled.